# Veine pudendale interne
Les veines pudendales internes se trouvent dans le pelvis humain. Elles sont les venea comitans de l'artère pudendale interne.
Elles prennent naissance dans les veines profondes de la vulve chez la femme (dans le bulbe du vestibule) ou du pénis chez l'homme (dans le bulbe du pénis). Concomitantes de l'artère pudendale interne, elles s'unissent pour former un seul vaisseau qui se termine dans la veine iliaque interne.